# Rose d'Inde
Tagetes erecta
Espèce
Classification phylogénétique
La rose d'Inde (Tagetes erecta) (parfois confondue avec un parent proche, l'œillet d'Inde) est une espèce de plantes à fleurs de la famille des Asteraceae. Elle est originaire du Mexique. Lorsqu'elle est évoquée lors de son utilisation dans les célébrations du Jour des morts, elle est parfois désignée dans les textes francophones sous nom mexicain cempasúchil.
Ce sont des plantes herbacées, hautes de 50 à 100 cm. Cette espèce se rencontre à l'état spontané dans les États mexicains de San Luis Potosí, Chiapas, Mexico, Puebla, Sinaloa, Tlaxcala et Veracruz.

## Symbolique
Sa fleur de couleur jaune ou orange, le cempasúchil, est aussi appelée Flor de Muertos (« la fleur des morts ») au Mexique, car elle y est utilisée depuis l'époque précolombienne pour la célébration du Jour des morts. Le terme cempasúchil (qui peut revêtir différentes orthographes comme cempaxochitl ou zempaxuchitl) vient du nahuatl cempōhualxōchitl, qui se traduit littéralement par « vingt fleurs ».

## Utilisation
Les civilisations précolombiennes ont trouvé de nombreuses applications médicinales à cette plante qui est censée soigner, entre autres, les douleurs abdominales, les parasites, la diarrhée, le mal au foie, le vomissement, l'indigestion et le mal de dents.
De la rose d'inde est extrait un colorant alimentaire, la zéaxanthine (E161h), un pigment de la famille des xanthophylles utilisé pour colorer les aliments.
La plante éloignant les nématodes, elle peut être utilisée en agriculture biologique en alternance entre des lignes de légumes.
Au Cambodge, où cette plante est appelée « sbai reueng » (ស្ពៃរឿង), les jeunes feuilles sont utilisées comme légume ou épice.
Dans le Caucase l'épice à base de Tagetes erecta est connue sous le nom de « safran d'Iméréthie ».

## Photographies

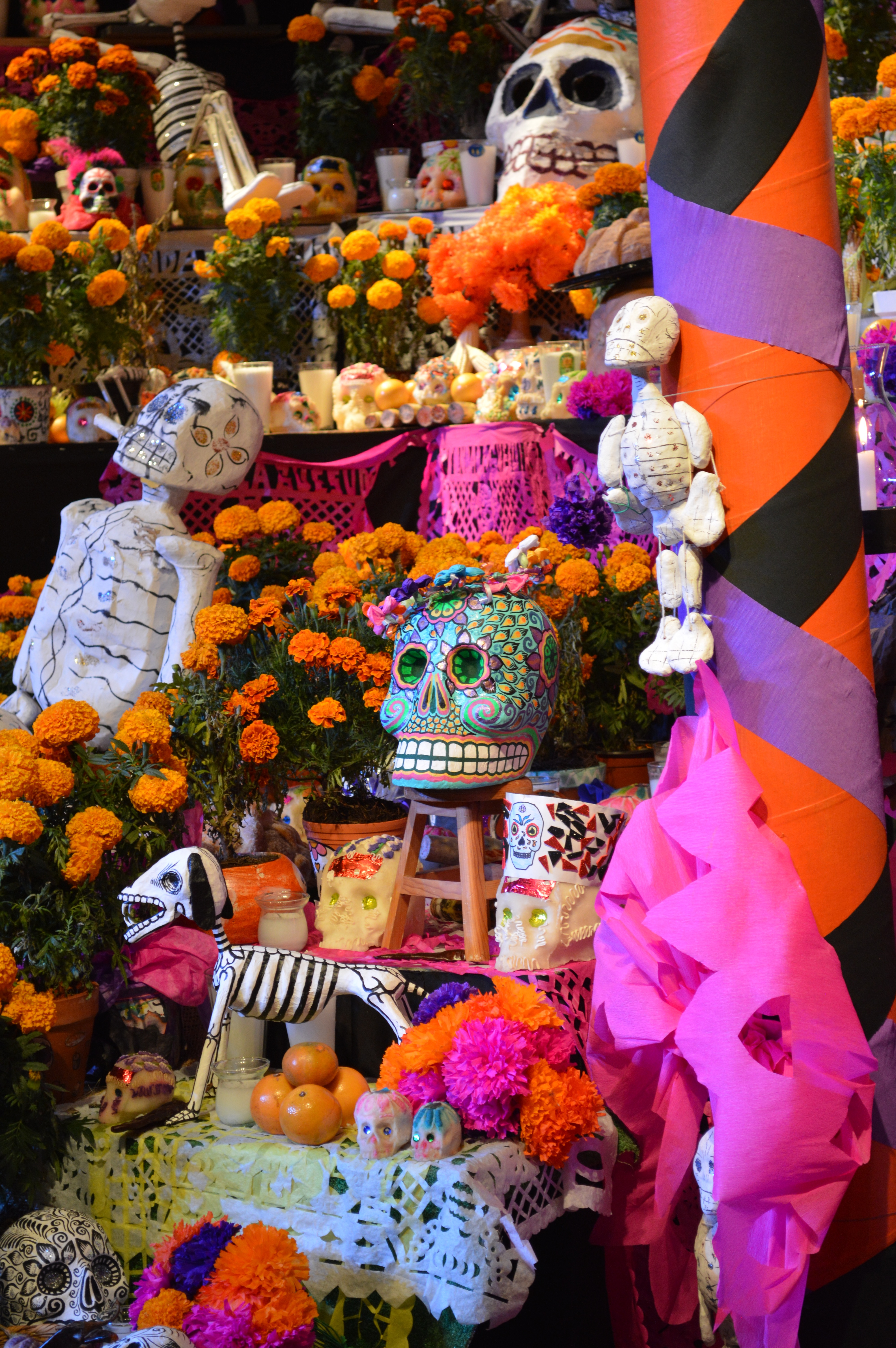
Autel du "Jour des Morts" au Mexique.